# إيلون ليندنشتراوس
إيلون ليندنشتراوس (بالعبرية : אילון לינדנשטראוס، من مواليد 1 أغسطس 1970) هو عالم رياضيات إسرائيلي، والحائز على ميدالية فيلدز عام 2010.
منذ عام 2004، كان أستاذا في جامعة برينستون. في عام 2009، تم تعيينه للأستاذ في معهد الرياضيات في الجامعة العبرية.
يندنشتراوس يعمل في مجال الديناميكية، وخصوصا في مجال نظرية ارجوديك وتطبيقاتها في نظرية الأعداد.
فاز في 2004 بإحدى جوائز جمعية الرياضيات الأوروبية العشرة المرموقة.